# Pseudencyoposis bicornis
Pseudencyoposis bicornis is een insect uit de familie van de vlinderhaften (Ascalaphidae), die tot de orde netvleugeligen (Neuroptera) behoort. 
De wetenschappelijke naam van de soort is voor het eerst geldig gepubliceerd door Van der Weele in 1909.